# Ви (личност године Тајма)
„Ви“ је био званични избор за Тајмову особу године године. Часопис је имао за циљ да ода признање милионима људи који анонимно доприносе садржајем који генеришу корисници веб-сајтовима као што су Јутјуб, Мајспејс, Фејсбук, Википедија и други викији, као и мноштву других веб-сајтова који садрже доприносе корисника.
Иако је статус раније додељиван неживим објектима, при чему је лични рачунар био „Машина године“ за 1982. годину, као и скуповима људи или апстрактном представнику покрета, избор назив „Ви“ изазвао је критике коментатора у публикацијама као што је The Atlantic јер је био превише трик поп културе. Чланак у New York Daily News из 2014. године назвао је награду за 2006. годину једним од десет најконтроверзнијих тренутака „Личности године“ у историји часописа Time. Часопис је доживео генерално успешну продају.

## Позадина
Иако је већина ранијих избора за „Личност године“ била историјски важне личности, многе од њих озлоглашене, а не међународно популарне (Адолф Хитлер је био „Човек године“ 1938. године, а Рухолах Хомеини је победио 1979. године), неколико њих је било неживих. Лични рачунар је био „Машина године“ за 1982. годину, док је „Угрожена Земља“ била „Планета године“ за 1988. годину. Колекције људи, као и симболични представник више појединаца, такође су раније освајале награду; на пример, „Амерички научници“ су проглашени за „Људе године“ 1960. године.
Сличне медијске награде су већ препознале растући значај онлајн заједнице и садржаја који генеришу корисници: „Ви!“ је био први рангирани избор на „Business 2.0“ листи „50 људи који су сада важни“ у јулу 2006. године; док је ABC News навео блогере као „Људе године“ за 2006. годину.

## Одлука
У складу са годишњим процесом Тајмса, различити бирои су предложили различите кандидате. „Ви“, или „момци са Јутјуба“, поменути су у новембру као могући победник. Мишљења читалаца су испитана на мрежи. Коначну одлуку донео је главни уредник Ричард Стенгел.
Одлука је објављена у издању Тајмс од 25. децембра 2006. године. Насловна страна часописа је приказивала iMac рачунар са рефлектујућом мајлар плочом која се појављује као прозор видео плејера сличног Јутјубу, а намењена је да одражава као онлајн садржај лице онога ко узме часопис. Индикатор преосталог времена на слици означава укупно трајање „20:06“, визуелне игре речи која повезује овај свеприсутни део дизајна интерфејса са годином у којој је стекао доминацију у Тајмсовом погледу. Приче о новој динамици медија вођених корисницима дали су уредник NBC-а Брајан Вилијамс и уредници Тајма Лев Гросман и Ричард Стенгел. Како Гросман описује, „Ради се о томе како се многи боре против моћи неколицине и помажу једни другима ни за шта и како то неће само променити свет, већ ће променити и начин на који се свет мења.“

## Критика
Избор „Ви“ за Личност године критикован је због тога што нису поменуте важне личности које су утицале на догађаје из 2006. Пол Кедроски је то назвао „невероватним избегавањем“ и такође је спекулисао да је избор означио „неку врсту краткорочног врха тржишта за садржај који генеришу корисници“. Коментатор Кевин Фридл је приметио да награда и дизајн корица подсећају на огледало које гледа протагониста, Тип, из романа „Велики Лебовски“, преко којег је одраз гледаоца представљен „Човек године“ часописа Тајм.
У децембру 2012. године, новинар Дејвид А. Грејам је написао за The Atlantic да сматра да је магазин Тајм показао „образац неуспешних избора“ и да целокупна промотивна природа процеса не би требало да се третира као вест, већ једноставно као маркетинг. Приметио је: „Да ли је некоме доста људи који иронично набрајају 'Тајмова личност године, 2006 у биографијама на Твитеру, референцу на трик избор 'Ви' те године?“
Одлука је изазвала критике јер је описана као идеолошка, па чак и лицемерно политичка. Неколико недеља пре објаве, Тајм је одлучио да пита кориснике у анкети: „Ко би требало да буде Личност године?“ После неколико недеља, победник анкете са великом разликом био је Уго Чавез, председник Венецуеле, са 35% гласова. Председник Ирана, Махмуд Ахмадинежад, заузео је друго место. Тајм није поменуо ове резултате у објави своје „Личности године“, а његови критичари су тврдили да Тајм умањује допринос своје дигиталне демократије међу својим читаоцима. Присталице Тајма тврде да онлајн анкета није репрезентативна јер нема научну вредност. Хиперлинк до резултата онлајн анкете је уклоњен. Чланак из New York Daily News из 2014. године, у којем је именовање „Ви“ наведено као један од десет најконтроверзнијих тренутака „Личности године“ у историји Тајма, такође је приметио да је „2006. имала свој удео у вестима“, док је истакао и „председника Венецуеле Уга Чавеза и иранског председника Махмуда Ахмадинеџада“.